# Grabenhäuser

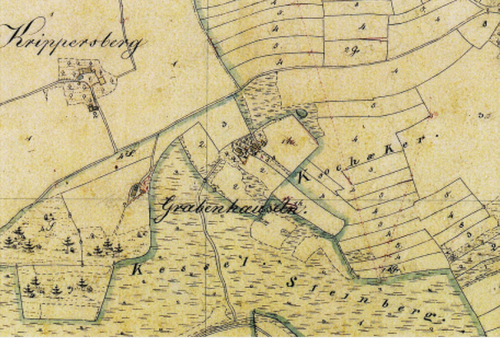
Grabenhäuser auf dem Urkataster von Bayern

Grabenhäuser, früher auch Graben in Haus genannt, ist ein Ortsteil der Oberpfälzer Gemeinde Wolfsegg im Landkreis Regensburg von Bayern; der Weiler liegt etwa 2,3 km südöstlich des Ortes Wolfsegg.

## Geschichte
Der Ortsteil Grabenhäuser entstand durch Verkauf und Teilung des Sachsenhofener Bauernhofes der Pürzer. Am 11. Oktober 1791 verkaufte Wilhelm Pürzer (Haus Nr. 4 von Sachsenhofen) einen „steinigen Acker“ an Michl Trünzer und dessen Frau Barbara von Kleinduggendorf sowie an Johannes Graser aus Pielenhofen. Die weiteren Höfe sind durch Hofteilungen entstanden.
Bis Mitte des 20. Jahrhunderts befanden sich hier nur vier Häuser, die aus den ursprünglichen Bauernhöfen hervorgegangen sind. 2019 besteht der Ortsteil Grabenhäuser aus zwölf Häusern.